# Le Gai Pied
Le Gai Pied, posteriorment Gai Pied Hebdo, va ser una revista homosexual francesa de periodicitat mensual i posteriorment setmanal, fundada el 1979. Va ser la primera revista gai que es venia obertament a les llibreries i quioscs, contràriament als periòdics discrets que eren habituals fins aleshores, únicament als abonats, la innovació més exitosa del moviment a França de la fi dels anys 1970.
Va ser creat per Jean Le Bitoux i Gérard Vappereau, uns veterans del FHAR (Front Homosexuel d'Action Révolutionnaire). El 1999 en un article retrospectiu, 30 anys després del primer número s'escriu: «En uns pocs anys va esdevenir l'emblema de la comunitat gai.» Quan va deixar de publicar-se el 1992. «era la fi dels anys “Gai Pied”. Un període clau de l'emancipació dels gais Francesos.»
El nom de la revista va ser una suggestió del filòsof Michel Foucault, un company de lluita de Le Bitoux, que va sostenir-lo en aquesta iniciativa tot i que Foucault tenia unes reticències quant al model d'activisme de sortir l'homosexualitat de l'armari, segons l'exemple militant desenvolupat als Estats Units després dels Aldarulls de Stonewall, a la França conservadora i puritana de la fi dels anys 1970. El nom és un triple joc de paraules francès: gai pied significa peu alegre, sona com guêpier, el mot francès per vesper, al sentit de "munió de persones perilloses en algun concepte", i insinua l'expressió vulgar prendre son pied, tenir relacions sexuals.
A l'inici, la principal font d'ingressos va ser els anuncis de contacte, aleshores quasi l'única eina de trobar-se entre gais als temps abans d'Internet, fora dels llocs públics, no sempre segurs per l'acció dubtosa de la policia. Aviat s'hi va afegir una pàgina al minitel un predecessor típicament francès de la futura xarxa. Aquest èxit comercial va conduir a un conflicte major dins la redacció entre els fundadors, d'inspiració anarco-socialista, adeptes d'una publicació militant, intel·lectual i activista i els més pragmàtics també oberts a subjectes més lleugers com viatges, cosmètics, moda i propaganda comercial. El 1983, a l'apogeu del conflicte, Le Bitoux i els seus companys de primera hora van abandonar la redacció. El que condueix uns sociòlegs neerlandesos a posar la qüestió èxit commercial, fallida moral? al títol d'un estudi publicat el 1993.
Els primers anys, malgrat un context polític poc tolerant, la revista no va tenir gaires problemes amb la censura, gràcies entre altres a les contribucions regulars d'intel·lectuals respectats, com Foucault, Jean-Paul Aron, Yves Navarre, Tony Duvert, Guy Hocquenghem, Renaud Camus, Alain Pacadis, Copi, Hugo Marsan, Gianni De Martino, Jean-Luc Hennig, i d'intervistes amb intel·lectuals com, Jean-Paul Sartre, artistes com David Hockney i Barbara, polítics com Pierre Bérégovoy i Gaston Defferre i fins i tot el bisbe rebel Jacques Gaillot. L'èxit continua i el 1983 esdevé un setmanari.
Si la revista va escapar a la censura al seu inici, el 1987 el ministre de l'Interior francès Charles Pasqua conservador i dretà, nogensmenys va temptejar prohibir-la. La seva acció va conduir a protestes tot arreu. El polític socialista Jack Lang va ostentar-se a la Fira del Llibre amb un Gai Pied sota el braç. Tot al seu propi partit conservador la iniciativa de Pasqua va conduir a un conflicte obert entre l'ala conservadora i l'ala liberal del Reagrupament per la República (RPR). El ministre de la Cultura François Léotard va rompre la unitat governamental, en un debat que a penes 10 anys més tard hauria sigut totalment obsolet i anacronístic, conclou el Diccionario de la Homofobia (castellà) el 2012.
El setmanari va tenir dificultats per a trobar una línia redaccional amb l'aparició de la sida i les múltiples controvèrsies i discriminacions que la malaltia va comportar. També, d'una certa manera, va ser víctima de la seva pròpia acció d'emancipació. Amb l'obertura de la societat, també el comerç gai va sortir de l'armari i dins l'oferta pletòrica de publicacions, productes i serveis adaptats a la comunitat Gai Pied Hebdo no va reeixir a tornar a trobar un nou lectorat propi. Al seu apogeu tenia una tirada de 33 000 exemplars que havia baixat a 6 000 a la fi. Diversos diaris francesos li van consagrar in memoriam títols respectuosos: «La bandera rosa a mitja asta» (L'Humanité) i « L'itinerari del setmanari reflecteix l'evolució de l'activisme homosexual» (Le Monde)

## Evolució de la revista
- Le Gai Pied, mensual, del núm. 0 (febrer 1979) al núm. 12.
- Gai Pied, mensual del núm. 13 al núm. 44, amb un canvi de format i de fórmula des del núm. 37.
- Gai Pied Hebdo, setmanal, del núm. 45 al núm. 541, amb un canvi de format i de fórmula des del núm. 510 fins al darrer número a la venda en quioscs el 1992.[15]